# Paul Abraham
Paul Abraham (mađarski: Pál Ábrahám; Apatin, 2. studenog 1892. – Hamburg, 6. svibnja 1960.), mađarski skladatelj.
Djelovao je u Budimpešti i Berlinu. 1933. godine je emigrirao u SAD. Svjetsku slavu stekao je na području vedrog glazbenog kazališta. Njegove su operete "Victoria und ihr Husar", "Die Blume von Hawaii" i "Ball in Savoy". Napisao je glazbu za više od 30 filmova.